# Karov
Karov (nemško Karl) je naselje v Občini Teholica v Okraju Celovec-dežela na Koroškem v Avstriji.